# 헝지우고우
헝지우고우 (중국어 정체자: 香蕉糕, 한어 병음: xiang1 jiao1 gao1, 월병: hoeng1 ziu1 gou1) 또는 바나나롤 (Banana roll)은 홍콩과 해외 차이나타운에서 찾아볼 수 있는 중국식 떡의 일종이다.
바나나 기름으로 맛을 내었으며, 롤 하나는 성인 집게손가락보다 약간 더 크다. 찹쌀로 반죽하기 때문에 몹시 쫄깃하며, 바나나 기름과 설탕 이외의 재료는 지역에 따라 다르다. 팥이나 계피, 대추를 속으로 넣을 수도 있다. 이름과는 달리 진짜 바나나가 들어가지는 않지만 기름 덕에 바나나 냄새가 난다. 물론 바나나를 익혀 잘게 다져서 속으로 넣은 것도 찾아볼 수 있다.
홍콩의 전통 간식으로, 먹을거리가 다양하지 않던 1970년대만 하더라도 대중적인 음식이었다. 하지만 서양식 과자와 스낵의 유입으로 점차 밀려나, 홍콩에서도 그리 흔한 음식은 아니게 되었다. 이 때문에 홍콩인들에게는 옛날 향수를 불러일으키는 과자이기도 하다.

## 같이 보기
- 롤케이크
- 시나몬 롤